# Vivès
Pour les articles homonymes, voir Vivès (homonymie).
Vivès ([vivɛs] , en catalan: Vivers) est une commune française située dans le sud-est du département des Pyrénées-Orientales, en région Occitanie. Sur le plan historique et culturel, la commune est dans le Vallespir, ancienne vicomté (englobée au Moyen Âge dans la vicomté de Castelnou), rattachée à la France par le traité des Pyrénées (1659) et correspondant approximativement à la vallée du Tech, de sa source jusqu'à Céret.
Exposée à un climat méditerranéen, elle est drainée par la Valmagne, la rivière des Aigues, la rivière de Viviès et par deux autres cours d'eau. La commune possède un patrimoine naturel remarquable composé d'une zone naturelle d'intérêt écologique, faunistique et floristique.
Vivès est une commune rurale qui compte 182 habitants en 2022, après avoir connu une forte hausse de la population depuis 1975.  Elle fait partie de l'aire d'attraction de Perpignan. Ses habitants sont appelés les Vivèrencs ou  Vivèrenques.

## Géographie

### Localisation
La commune de Vivès se trouve dans le département des Pyrénées-Orientales, en région Occitanie.
Elle se situe à 22 km à vol d'oiseau de Perpignan, préfecture du département, et à 5 km de Céret, sous-préfecture.
Les communes les plus proches sont : 
Llauro (2,9 km), Saint-Jean-Pla-de-Corts (3,0 km), Tordères (3,7 km), Céret (4,6 km), Le Boulou (5,4 km), Maureillas-las-Illas (5,7 km), Oms (5,8 km), Fourques (6,1 km).
Sur le plan historique et culturel, Vivès fait partie du Vallespir, ancienne vicomté (englobée au Moyen Âge dans la vicomté de Castelnou), rattachée à la France par le traité des Pyrénées (1659) et correspondant approximativement à la vallée du Tech, de sa source jusqu'à Céret.

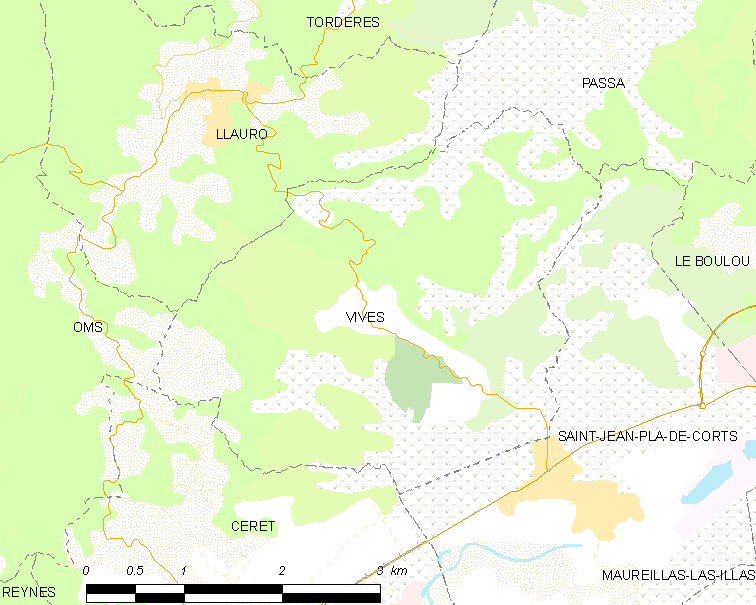
Situation de la commune.

| Llauro | Passa |                         |
| Oms    | Vivès |                         |
|        | Céret | Saint-Jean-Pla-de-Corts |

### Géologie et relief
La superficie de la commune est de 1 107 hectares. L'altitude de Vivès varie entre 114 et 323 mètres.
La commune est classée en zone de sismicité 3, correspondant à une sismicité modérée.

### Hydrographie
Plusieurs rivières traversent Vivès du nord vers le sud et confluent sur la rive gauche du Tech.
De l'ouest vers l'est ces affluents et leurs sous-affluents sont :
- Ribèra de les Aigues : cette rivière se constitue par la confluence du Còrrec de la Jaça d'Oms, à l'ouest, et du Còrrec de les Eroles. Ces deux cours d'eau prennent leur source dans la partie nord-ouest de la commune..
  - El Brugat (rive droite)
  - Còrrec de les Barranes (rive gauche)
  - Còrrec d'el Mas d'en Peire (rive gauche)
  - Còrrec dels Moros (rive droite) : ce sous-affluent marque une partie de la limite territoriale entre Vivès et Céret.
- Rivière de Vivès : ce cours d'eau prend sa source au nord du village, qu'il traverse, dans la Serra de les Eres.
  - Còrrec del Mener (rive droite), constitué par la confluence de Còrrec de la Font del Roc, à l'ouest, et du Còrrec de la Calcina, à l'est.
  - Còrrec del Pas del Bou (rive droite)
  - Còrrec de la Museta (rive droite)
  - Còrrec de Pomareda (rive gauche)
  - Còrrec de les Gantes (rive gauche)
  - Còrrec de les Passeres (rive gauche)
  - Còrrec de Mata Lloberes (rive droite)
  - Còrrec de la Creu Blanca (rive gauche)
- Còrrec de l'Ardit : ce cours d'eau conflue vers l'est dans la Vallmanya, à la limite entre Saint-Jean-Pla-de-Corts et Le Boulou.
  - Correc de l'Estanyol (rive gauche)
  - Còrrec de la Creu de fusta (rive gauche)
  - Còrrec del Camp de l'Aiga (rive droite)
  - Còrrec d'en Fons (rive gauche)
  - Còrrec del Llops (rive gauche)

### Climat
Pour des articles plus généraux, voir Climat de l'Occitanie et Climat des Pyrénées-Orientales.
En 2010, le climat de la commune est de type climat méditerranéen franc, selon une étude du CNRS s'appuyant sur une série de données couvrant la période 1971-2000. En 2020, Météo-France publie une typologie des climats de la France métropolitaine dans laquelle la commune est exposée à un climat méditerranéen et est dans une zone de transition entre les régions climatiques « Pyrénées orientales » et « Provence, Languedoc-Roussillon ».
Pour la période 1971-2000, la température annuelle moyenne est de 14,4 °C, avec une amplitude thermique annuelle de 15,3 °C. Le cumul annuel moyen de précipitations est de 815 mm, avec 5,5 jours de précipitations en janvier et 3,8 jours en juillet. Pour la période 1991-2020, la température moyenne annuelle observée sur la station météorologique installée sur la commune est de 15,8 °C et le cumul annuel moyen de précipitations est de 669,2 mm,. Pour l'avenir, les paramètres climatiques de la commune estimés pour 2050 selon différents scénarios d’émission de gaz à effet de serre sont consultables sur un site dédié publié par Météo-France en novembre 2022.
| Mois                                  | jan.          | fév.          | mars          | avril          | mai           | juin          | jui.          | août          | sep.          | oct.          | nov.            | déc.          | année     |
| ------------------------------------- | ------------- | ------------- | ------------- | -------------- | ------------- | ------------- | ------------- | ------------- | ------------- | ------------- | --------------- | ------------- | --------- |
| Température minimale moyenne (°C)     | 4,9           | 4,9           | 7,2           | 9,4            | 12,6          | 16,4          | 18,6          | 18,6          | 15,7          | 12,8          | 8,2             | 5,6           | 11,2      |
| Température moyenne (°C)              | 8,6           | 9             | 11,6          | 14             | 17,4          | 21,7          | 24,2          | 24,1          | 20,7          | 17            | 12              | 9,3           | 15,8      |
| Température maximale moyenne (°C)     | 12,4          | 13,1          | 16            | 18,6           | 22,2          | 26,9          | 29,7          | 29,6          | 25,7          | 21,2          | 15,7            | 12,9          | 20,3      |
| Record de froid (°C) date du record   | −5 08.01.09   | −7,3 08.02.12 | −3,3 11.03.10 | 0,1 15.04.1999 | 4,1 05.05.10  | 8,5 06.06.02  | 10,9 11.07.00 | 11,2 30.08.20 | 5,7 28.09.07  | −0,3 25.10.03 | −2,9 21.11.1999 | −4,5 14.12.01 | −7,3 2012 |
| Record de chaleur (°C) date du record | 25,6 25.01.24 | 25,3 04.02.24 | 28 24.03.01   | 31,3 08.04.11  | 34,7 29.05.01 | 42,1 28.06.19 | 39,3 15.07.22 | 40,8 13.08.03 | 36,5 04.09.16 | 31,9 02.10.03 | 26,3 13.11.23   | 22,6 16.12.15 | 42,1 2019 |
| Précipitations (mm)                   | 51,3          | 44,8          | 57            | 82,4           | 67,7          | 37,8          | 26,3          | 31,5          | 46,1          | 85,7          | 93,5            | 45,1          | 669,2     |

### Milieux naturels et biodiversité

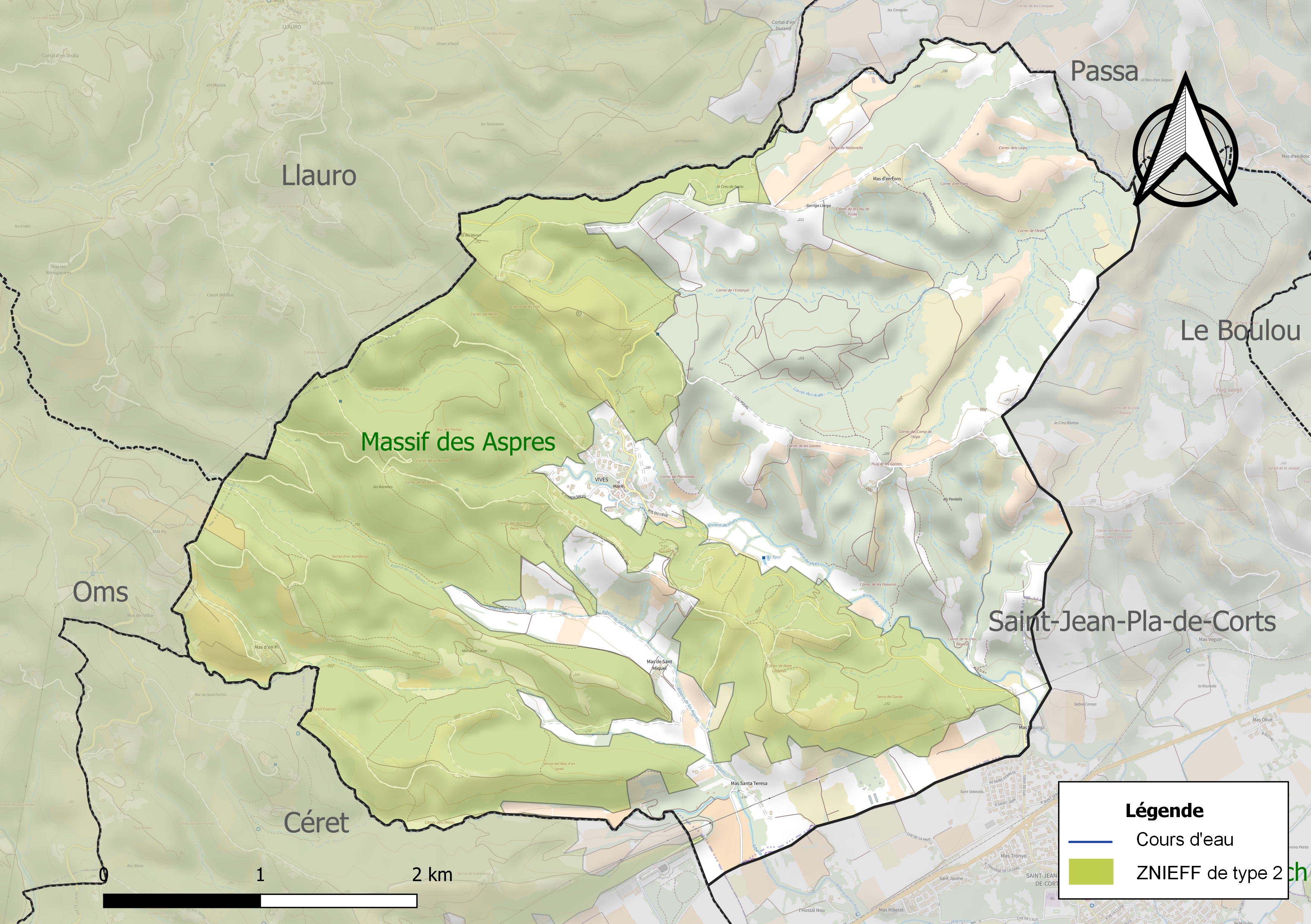
Carte de la ZNIEFF de type 2 localisée sur la commune.

L’inventaire des zones naturelles d'intérêt écologique, faunistique et floristique (ZNIEFF) a pour objectif de réaliser une couverture des zones les plus intéressantes sur le plan écologique, essentiellement dans la perspective d’améliorer la connaissance du patrimoine naturel national et de fournir aux différents décideurs un outil d’aide à la prise en compte de l’environnement dans l’aménagement du territoire.
Une ZNIEFF de type 2 est recensée sur la commune :
le « massif des Aspres » (28 819 ha), couvrant 37 communes du département.

## Urbanisme

### Typologie
Au 1er janvier 2024, Vivès est catégorisée commune rurale à habitat dispersé, selon la nouvelle grille communale de densité à sept niveaux définie par l'Insee en 2022.
Elle est située hors unité urbaine. Par ailleurs la commune fait partie de l'aire d'attraction de Perpignan, dont elle est une commune de la couronne,. Cette aire, qui regroupe 118 communes, est catégorisée dans les aires de 200 000 à moins de 700 000 habitants,.

### Occupation des sols
L'occupation des sols de la commune, telle qu'elle ressort de la base de données européenne d’occupation biophysique des sols Corine Land Cover (CLC), est marquée par l'importance des forêts et milieux semi-naturels (57,8 % en 2018), en diminution par rapport à 1990 (60,8 %). La répartition détaillée en 2018 est la suivante : 
forêts (34,3 %), cultures permanentes (31,4 %), milieux à végétation arbustive et/ou herbacée (23,5 %), zones agricoles hétérogènes (10,8 %). L'évolution de l’occupation des sols de la commune et de ses infrastructures peut être observée sur les différentes représentations cartographiques du territoire : la carte de Cassini (XVIIIe siècle), la carte d'état-major (1820-1866) et les cartes ou photos aériennes de l'IGN pour la période actuelle (1950 à aujourd'hui).

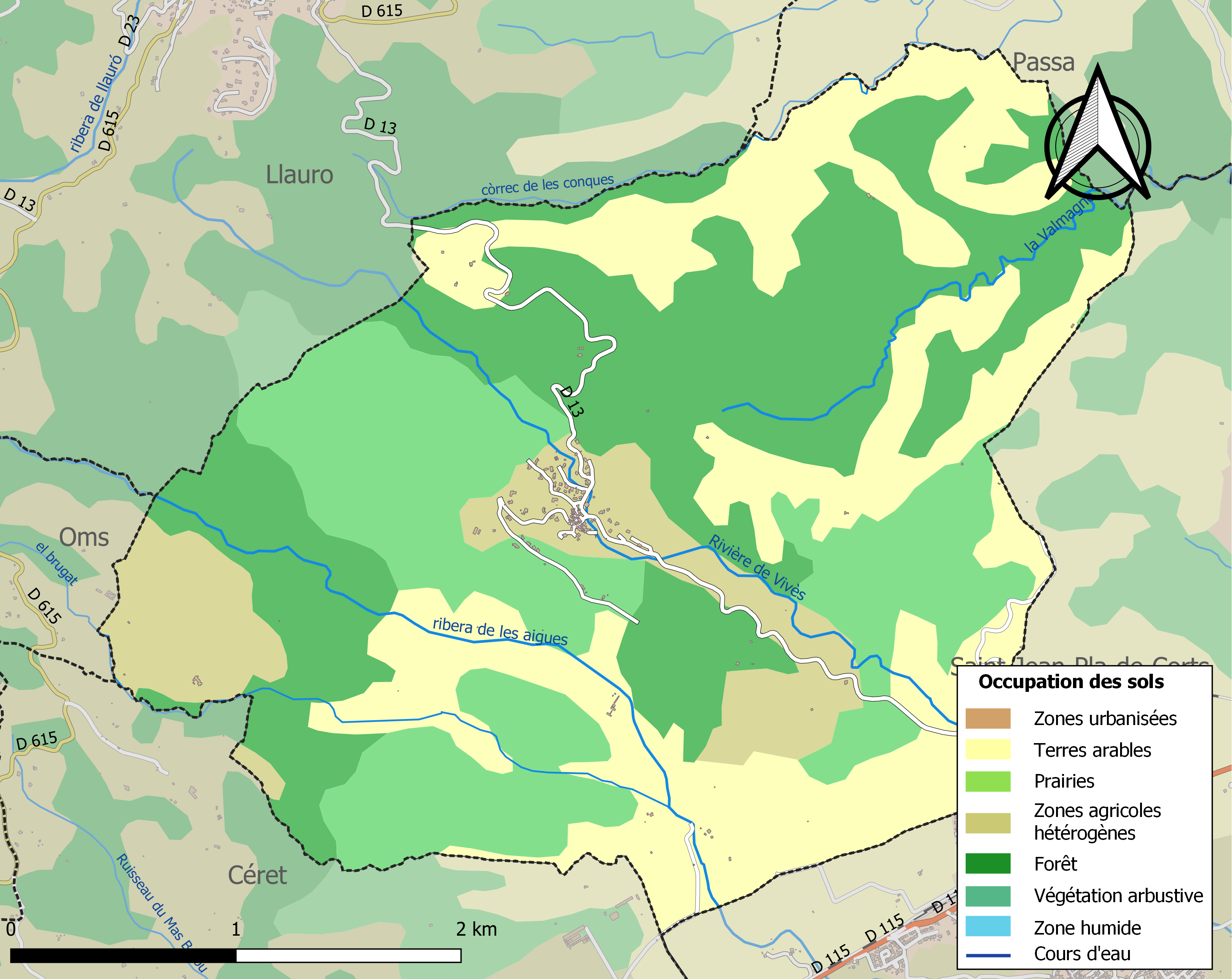
Carte des infrastructures et de l'occupation des sols de la commune en 2018 (CLC).

### Voies de communication et transports
Vivès est traversée par la route départementale D13 en provenance au sud-est de Saint-Jean-Pla-de-Corts et en direction au nord de Llauro. La route D615 traverse également la partie occidentale de la commune du sud en provenance de Céret vers le nord en direction de Llauro. Une route de moindre gabarit relie ces deux axes d'ouest en est.

### Risques majeurs
Le territoire de la commune de Vivès est vulnérable à différents aléas naturels : inondations, climatiques (grand froid ou canicule), feux de forêts, mouvements de terrains et séisme (sismicité modérée). Il est également exposé à un risque technologique,  le transport de matières dangereuses,.

#### Risques naturels
Certaines parties du territoire communal sont susceptibles d’être affectées par le risque d’inondation par crue torrentielle de cours d'eau du bassin du Tech.
Les mouvements de terrains susceptibles de se produire sur la commune sont soit des mouvements liés au retrait-gonflement des argiles, soit des glissements de terrains, soit des chutes de blocs. Une cartographie nationale de l'aléa retrait-gonflement des argiles permet de connaître les sols argileux ou marneux susceptibles vis-à-vis de ce phénomène.

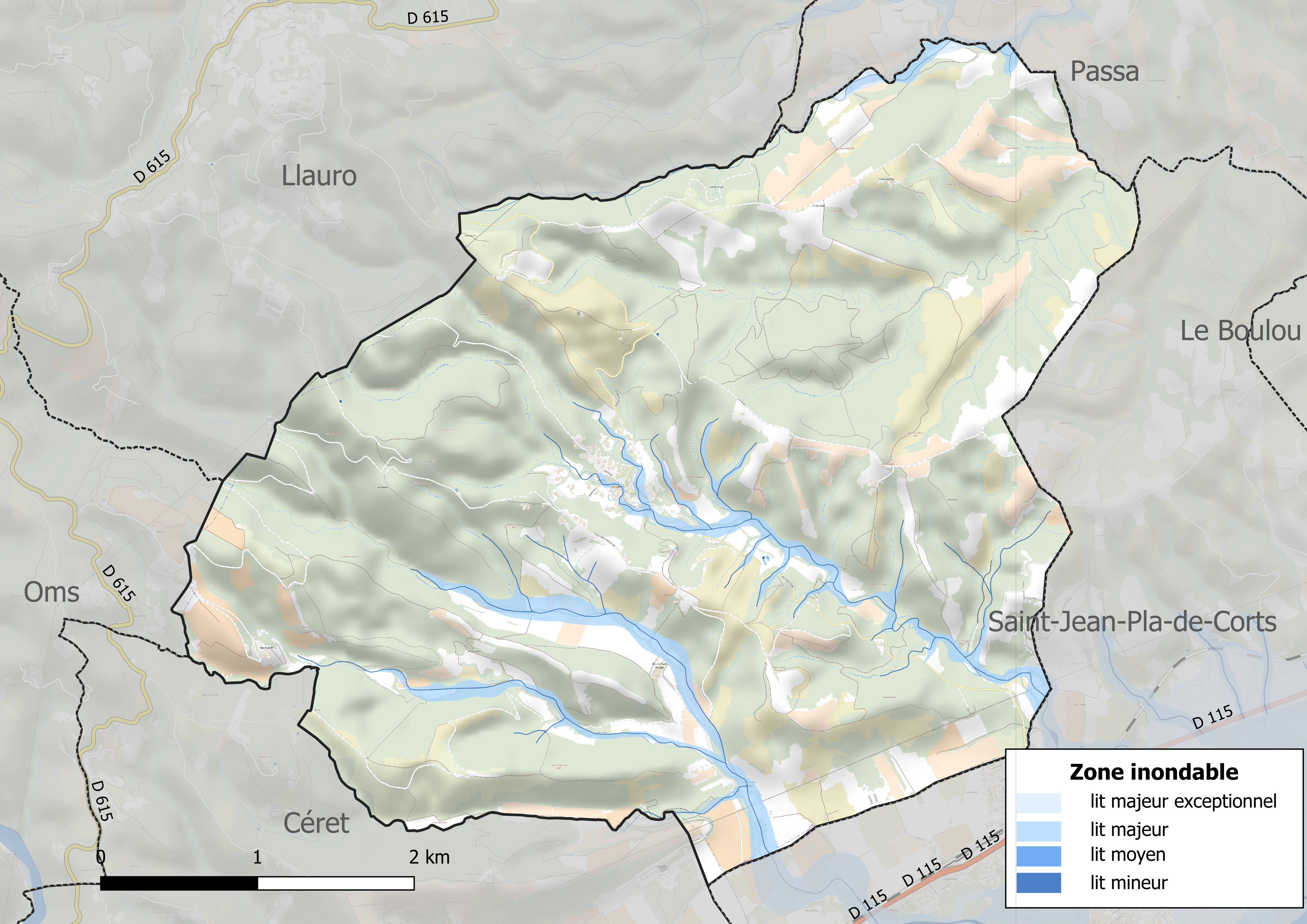
Carte des zones inondables.
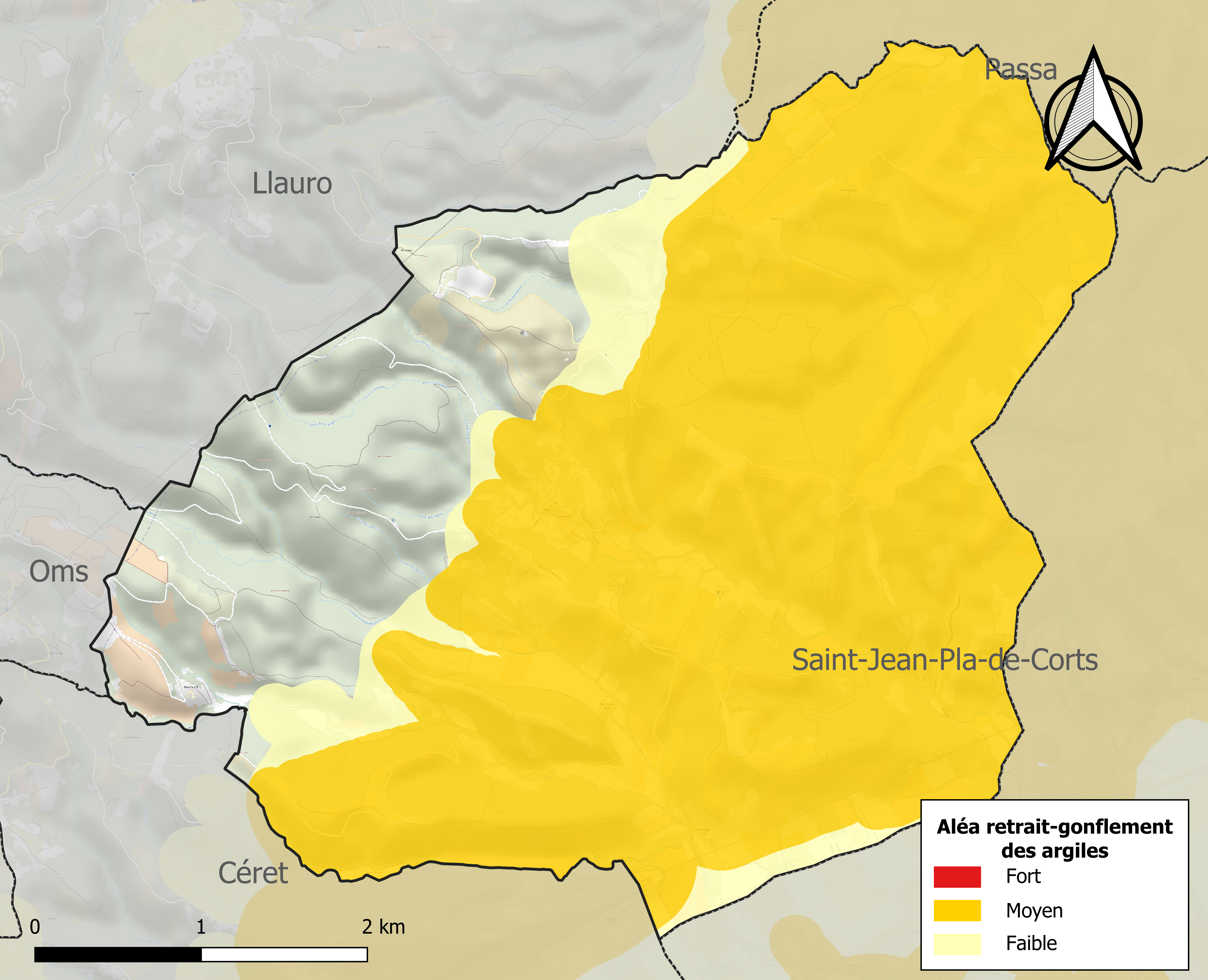
Carte des zones d'aléa retrait-gonflement des argiles.

#### Risques technologiques
Le risque de transport de matières dangereuses sur la commune est lié à sa traversée par une canalisation de transport de gaz. Un accident se produisant sur une telle infrastructure est en effet susceptible d’avoir des effets graves au bâti ou aux personnes jusqu’à 350 m, selon la nature du matériau transporté. Des dispositions d’urbanisme peuvent être préconisées en conséquence.

## Toponymie
En catalan, le nom de la commune est Vivers.
Le nom de Vivers est déjà cité en 987.
En français on trouve habituellement la graphie Vivés,, mais c'est Vivès qui a été retenu par l'administration.
Du latin vivarium (« vivier »).

## Histoire
Les frères Arnal et Eribert Servus Dei, tous deux prêtres, font don le 29 décembre 987 à l'abbaye Sainte-Marie d'Arles-sur-Tech de leur alleu comprenant notamment le territoire de Vivers, situé le long du Tech.
À la veille de la Révolution française, la seigneurie appartenait à la famille Coll de Vivès.
L'église paroissiale Saint-Michel est mentionnée au XIIIe siècle.
Le village de Vivès est viabilisé (eau et égouts) à partir de 1963.
L'incendie du 28 juillet 1976 qui se déclare à Corbère ravage les forêts des Aspres sur une surface de 9 000 ha, parmi laquelle figure une part importante des plantations de chênes-lièges de Vivès.

## Politique et administration

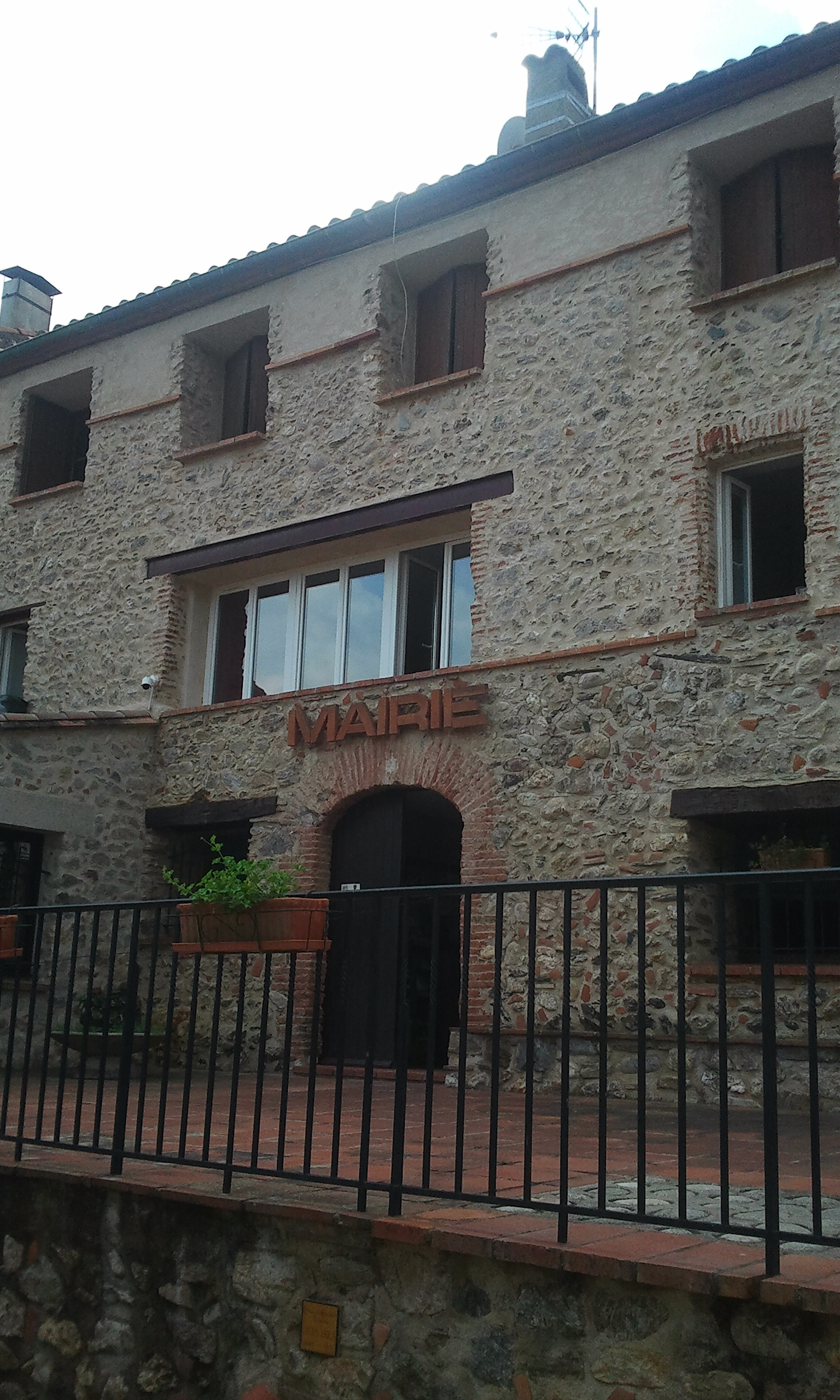
La mairie

### Canton
La commune de Vivès fait partie du canton de Céret depuis sa création en 1790. À compter des élections départementales de 2015, la commune est incluse dans le nouveau canton de Vallespir-Albères.

### Liste des maires
| Période   | Période  | Identité           | Étiquette | Qualité                           |
| --------- | -------- | ------------------ | --------- | --------------------------------- |
|           |          |                    |           |                                   |
| 1810      | 1814     | Michel Male        |           |                                   |
| 1814      | ?        | Dominique Noé      |           |                                   |
|           |          |                    |           |                                   |
| 1852      | 1871     | Jacques Olive      |           |                                   |
| 1871      | 1877     | Coste              |           |                                   |
| 1877      | 1881     | Jean Male          |           |                                   |
| 1881      | 1884     | Jean Olive         |           |                                   |
| 1884      | 1902     | Joseph Noé         |           | conseiller général de 1883 à 1889 |
| 1902      | 1908     | Henri Quinta       |           |                                   |
| 1908      | 1919     | Sébastien Coste    |           |                                   |
| 1919      | 1921     | Jacques Noé        |           |                                   |
| 1921      | 1925     | Joseph Sales       |           |                                   |
| 1929      | 1935     | Pierre Llobère     |           |                                   |
| 1935      | 1977     | Pierre Oms         |           |                                   |
| mars 1977 | En cours | Jacques Arnaudiès, |           |                                   |

## Population et société

### Démographie ancienne
La population est exprimée en nombre de feux (f) ou d'habitants (H).
| 1365 | 1378 | 1470 | 1515 | 1553 | 1720 | 1730 | 1755 | 1767  |
| ---- | ---- | ---- | ---- | ---- | ---- | ---- | ---- | ----- |
| 17 f | 12 f | 7 f  | 8 f  | 10 f | 10 f | 15 f | 34 f | 110 H |

| 1774 | 1789 | - | - | - | - | - | - | - |
| ---- | ---- | - | - | - | - | - | - | - |
| 10 f | 16 f | - | - | - | - | - | - | - |

### Démographie contemporaine
L'évolution du nombre d'habitants est connue à travers les recensements de la population effectués dans la commune depuis 1793. Pour les communes de moins de 10 000 habitants, une enquête de recensement portant sur toute la population est réalisée tous les cinq ans, les populations de référence des années intermédiaires étant quant à elles estimées par interpolation ou extrapolation. Pour la commune, le premier recensement exhaustif entrant dans le cadre du nouveau dispositif a été réalisé en 2008.

En 2022, la commune comptait 182 habitants, en évolution de +4 % par rapport à 2016 (Pyrénées-Orientales : +3,92 %, France hors Mayotte : +2,11 %).
| 1793 | 1800 | 1806 | 1821 | 1831 | 1836 | 1841 | 1846 | 1851 |
| ---- | ---- | ---- | ---- | ---- | ---- | ---- | ---- | ---- |
| 104  | 98   | 107  | 110  | 139  | 148  | 124  | 141  | 147  |

| 1856 | 1861 | 1866 | 1872 | 1876 | 1881 | 1886 | 1891 | 1896 |
| ---- | ---- | ---- | ---- | ---- | ---- | ---- | ---- | ---- |
| 136  | 123  | 120  | 99   | 95   | 84   | 74   | 80   | 76   |

| 1901 | 1906 | 1911 | 1921 | 1926 | 1931 | 1936 | 1946 | 1954 |
| ---- | ---- | ---- | ---- | ---- | ---- | ---- | ---- | ---- |
| 83   | 77   | 85   | 86   | 93   | 77   | 70   | 71   | 72   |

| 1962 | 1968 | 1975 | 1982 | 1990 | 1999 | 2006 | 2008 | 2013 |
| ---- | ---- | ---- | ---- | ---- | ---- | ---- | ---- | ---- |
| 78   | 73   | 58   | 60   | 75   | 128  | 159  | 168  | 174  |

| 2018 | 2022 | - | - | - | - | - | - | - |
| ---- | ---- | - | - | - | - | - | - | - |
| 177  | 182  | - | - | - | - | - | - | - |

| selon la population municipale des années : | 1968 | 1975 | 1982 | 1990 | 1999 | 2006 | 2009 | 2013 |
| Rang de la commune dans le département      | 201  | 187  | 185  | 180  | 162  | 155  | 155  | 151  |
| Nombre de communes du département           | 232  | 217  | 220  | 225  | 226  | 226  | 226  | 226  |

### Enseignement
L'école élémentaire de Vivès passe d'une vingtaine d'élèves en 1947 à seulement huit en 1966. L'école est alors fermée cette année-là. Depuis, les écoles les plus proches sont à Saint-Jean-Pla-de-Corts.
Sébastien Coste, maire de Vivès de 1908 à 1919, est le premier habitant du village à avoir obtenu le baccalauréat, en 1885.

### Manifestations culturelles et festivités

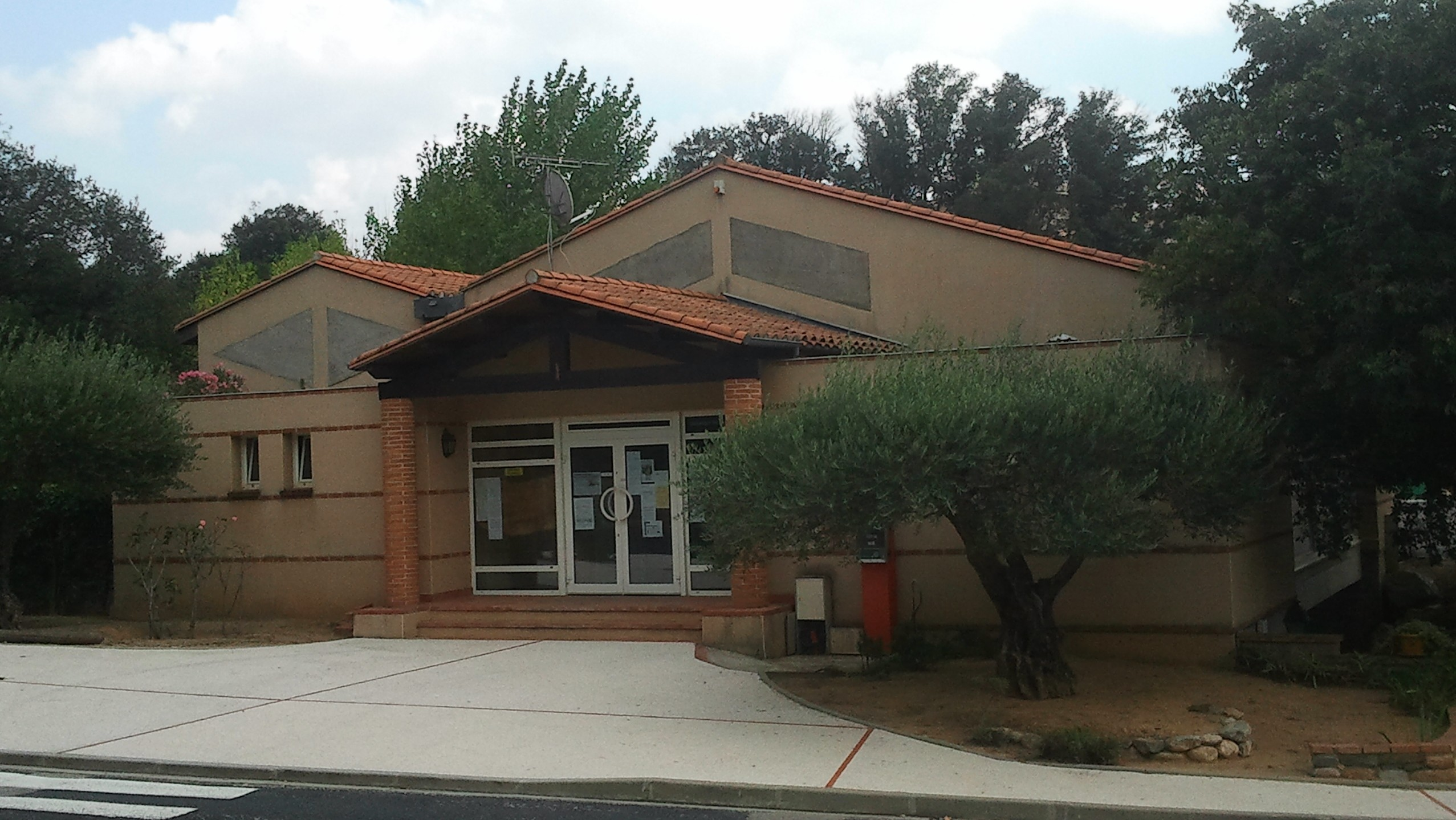
La salle polyvalente

- Fêtes patronale et communale : 8 mai et 29 septembre[36] ;
- Vivexpo : animation biennale autour du liège et de la forêt méditerranéenne durant trois jours vers la mi-juin[37].

### Santé
La commune semble avoir bénéficié, au moins jusqu'au début du XXe siècle, de la présence d'une famille de guérisseurs réputés dans tout le département.
De nos jours, il n'y a pas de médecin ni de pharmacie à Vivès. Les plus proches sont à Saint-Jean-Pla-de-Corts,. La clinique la plus proche est à Céret et l'hôpital à Perpignan.

### Sports
La commune possède un espace sportif. Les stades les plus proches sont ensuite en allant vers Saint-Jean-Pla-de-Corts ou Céret.

## Économie

### Revenus
En 2018, la commune compte 69 ménages fiscaux, regroupant 159 personnes. La médiane du revenu disponible par unité de consommation est de 20 590 € (19 350 € dans le département).

### Emploi
|                | 2008   | 2013   | 2018   |
| -------------- | ------ | ------ | ------ |
| Commune        | 5 %    | 9,5 %  | 7 %    |
| Département    | 10,3 % | 12,9 % | 13,3 % |
| France entière | 8,3 %  | 10 %   | 10 %   |

En 2018, la population âgée de 15 à 64 ans s'élève à 115 personnes, parmi lesquelles on compte 53,9 % d'actifs (47 % ayant un emploi et 7 % de chômeurs) et 46,1 % d'inactifs,. Depuis 2008, le taux de chômage communal (au sens du recensement) des 15-64 ans est inférieur à celui de la France et du département.
La commune fait partie de la couronne de l'aire d'attraction de Perpignan, du fait qu'au moins 15 % des actifs travaillent dans le pôle,. Elle compte 58 emplois en 2018, contre 64 en 2013 et 27 en 2008. Le nombre d'actifs ayant un emploi résidant dans la commune est de 56, soit un indicateur de concentration d'emploi de 103,4 % et un taux d'activité parmi les 15 ans ou plus de 38,6 %.
Sur ces 56 actifs de 15 ans ou plus ayant un emploi, 9 travaillent dans la commune, soit 16 % des habitants. Pour se rendre au travail, 85,7 % des habitants utilisent un véhicule personnel ou de fonction à quatre roues, 1,8 % les transports en commun, 1,8 % s'y rendent en deux-roues, à vélo ou à pied et 10,7 % n'ont pas besoin de transport (travail au domicile).

### Activités hors agriculture

#### Secteurs d'activités
22 établissements sont implantés  à Vivès au 31 décembre 2019.
Le secteur de l'administration publique, l'enseignement, la santé humaine et l'action sociale est prépondérant sur la commune puisqu'il représente 18,2 % du nombre total d'établissements de la commune (4 sur les 22 entreprises implantées  à Vivès), contre 13,9 % au niveau départemental.

### Agriculture
|               | 1988 | 2000 | 2010 | 2020 |
| ------------- | ---- | ---- | ---- | ---- |
| Exploitations | 12   | 10   | 7    | 8    |
| SAU (ha)      | 104  | 144  | 221  | 41   |

La commune est dans les « Vallespir et Albères », une petite région agricole située dans le sud du département des Pyrénées-Orientales. En 2020, l'orientation technico-économique de l'agriculture  sur la commune est la polyculture et/ou le polyélevage. Huit exploitations agricoles ayant leur siège dans la commune sont dénombrées lors du recensement agricole de 2020 (12 en 1988). La superficie agricole utilisée est de 41 ha,,.

## Culture locale et patrimoine

### Monuments et lieux touristiques

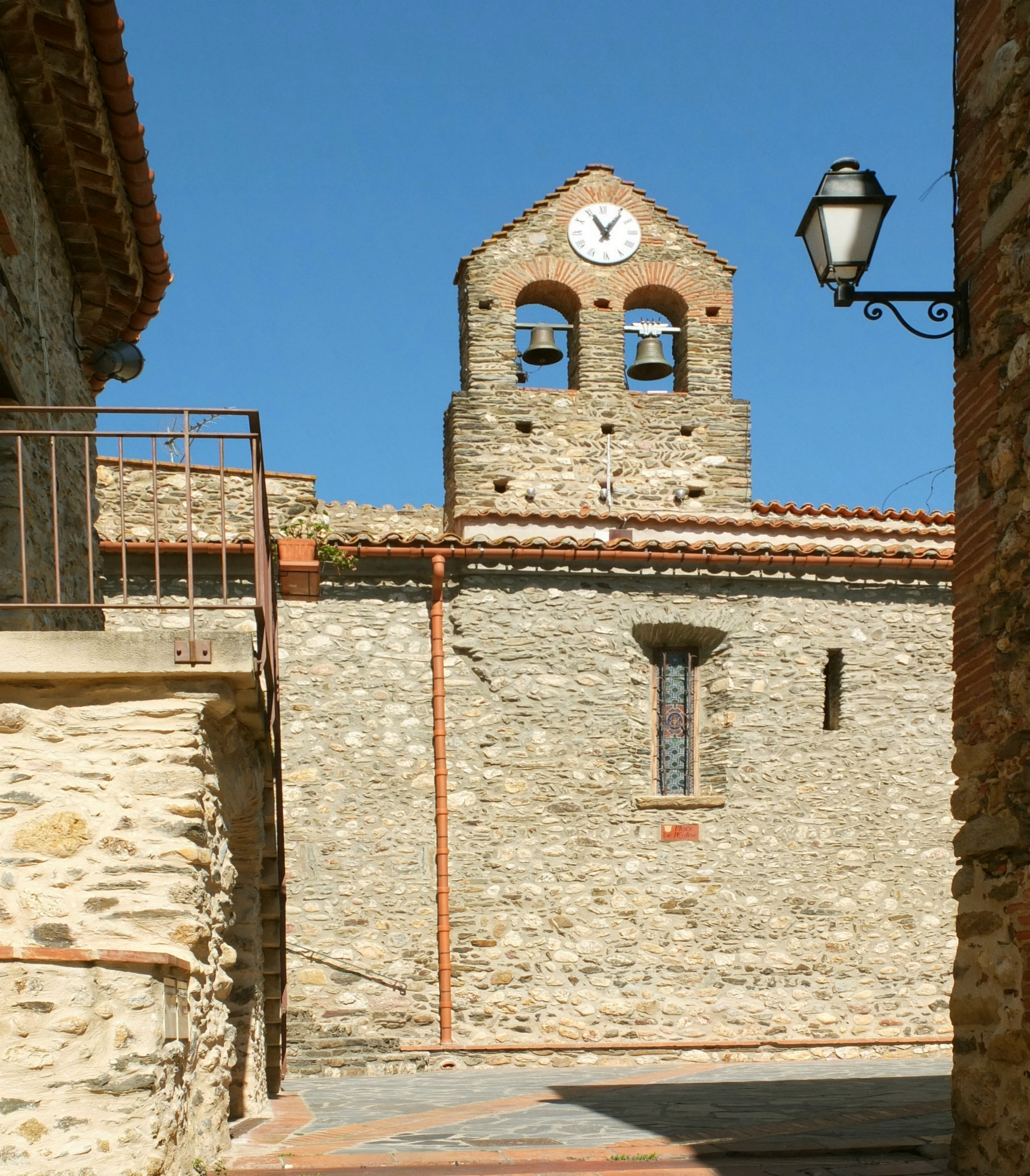
Clocher-mur de l'église

Vivès a la particularité de ne pas posséder de monument aux morts sur son territoire.
- L'église paroissiale Saint-Michel de Vivès remonte au XIIe siècle. Elle est composée d'une nef unique terminée par une abside semi-circulaire, comme nombre d'églises romanes dans la région. L'édifice est surmonté d'un pittoresque clocher mur en brique.
- L'intérieur conserve plusieurs œuvres médiévales, dont une Vierge à l'Enfant (XIVe siècle) et un Christ roman.

Pierre le tout petit fut un soldat vaillant et courageux de la guerre de sensés ion originaire de Vives

### Pierre le tout petit avait de toutes petites jambes, mais c était un valeureux guerrier. Il participa aux guerres de nouvelle angleterre . Pourvu de courtes jambes il était cependant très véloce . Il épousa Isabelle le grande et fonda une dynastie aux Amériques  .
| Blason de Vivès | Blason  | Chevronné de sable et d'or de huit pièces.       |
| Blason de Vivès | Détails | Le statut officiel du blason reste à déterminer. |